# 성명여자중학교
성명여자중학교(聖明女子中學校)는 대한민국 대구광역시 중구 동산동에 있는 사립 중학교이다.

## 학교 연혁
- 1902년 5월 10일 : 선교사 Martha Scott Bruen(부마태 傅馬太) 여사가 의료선교사 Woodbridge O, Johnson M.D(장인차) 부인 Edith M. Parker의 바느질반(Sewing Class) 소녀 14명을 인수하여 대구 선교지부(Daegu mission center)에 신명여자소학교(Girls' Primary School)를 개인경영으로 설립, 개교
- 1907년 3월 1일 : 신명여자소학교 제1회 졸업생의 배출을 계기로 상급학교인 신명여자중학교 태동의 바탕이 됨
- 1907년 10월 23일 : 대한제국 중학교령(1899년 제정)에 의거 선교사 Martha Scott Bruen 여사가 남산정 동산(南山町 銅山 현 동산길 17) 소재에 신명여자중학교를 설립, 개교
- 1911년 4월 22일 : 한일병합(1910. 8.29)에 의한 사립학교 재등록으로 사립 "신명여학교" 로 교명 변경
- 1944년 4월 1일 : 일정 당국의 강요에 의해 교명을 대구 남산여학교로 변경
- 1945년 8월 15일 : 광복과 동시에 교명을 신명여자 중학교로 환원
- 1951년 8월 31일 : 학제 변경(문교부 승인, 문보 502호)에 따라 신명여자고등학교와 신명여자중학교로 분리 개편
- 1953년 1월 31일 : 중학교 교명 [신명]이 복원되지 않으므로 [성명여자중학교]로 인가
- 1980년 10월 30일 : 제14대 정순모 이사장 취임
- 2003년 3월 25일 : 폴라드관(강당) 준공 (연면적 1,144m2,1200석)
- 2004년 11월 27일 : 부르엔관(체육관) 준공 (1,373.46m2)
- 2007년 4월 11일 : 휘경 도서관 개관(485m2)
- 2007년 10월 23일 : 신명 역사관 개관(291.61m2)
- 2009년 12월 18일 : 느티나무집(급식소) 증축 준공
- 2021년 9월 1일 : 중학교 제21대 배익홍 교장 취임
- 2022년 10월 23일 : 개교 120주년
- 2023년 9월 1일 : 중학교 제22대 권순희 교장 취임

## 참고 자료
- 성명여자중학교 - 한국교육학술정보원 학교알리미